# Adlivun Cavus
L'Adlivun Cavus è una struttura geologica della superficie di Plutone.